# Albert Rust
Pour les articles homonymes, voir Rust.
Albert Rust est un footballeur puis entraîneur français, né le 10 octobre 1953 à Mulhouse. Il évolue au poste de gardien de but du début des années 1970 au début des années 1990.
Il fait la majorité de sa carrière au FC Sochaux dont il est le joueur le plus capé de l'histoire avec 455 matchs disputés. Il joue ensuite au Montpellier HSC avec qui il remporte la Coupe de France en 1990.
En sélection nationale, il remporte avec l'équipe de france olympique les Jeux olympiques de 1984. Il compte une sélection en équipe de France avec laquelle il gagne le Championnat d'Europe 1984, et termine troisième de la Coupe du monde 1986.
Reconverti entraîneur, il dirige notamment les Chamois niortais FC et le Stade brestois.

## Biographie

### Joueur
Formé au club local de Wittelsheim, Rust évolue comme défenseur à ses débuts avant d'opter pour le poste de gardien. Il rejoint à 19 ans le FC Sochaux, club renommé pour son centre de formation, et atteint assez rapidement l'équipe première, y démontrant un style peu spectaculaire mais sûr et très constant. Il prend rapidement le dessus sur le gardien titulaire Eugène Battmann et devient titulaire à partir de la saison 1975-1976. Ses bonnes performances lui valent d'être appelé par Henri Guérin en équipe de France A' le 27 mars 1976 face au Luxembourg.
Dès la saison suivante, il connaît une difficile concurrence avec un autre gardien prometteur, Joël Bats. L'entraîneur Paul Barret opte pour une solution originale et fait alterner ses gardiens à chaque match afin de dégager une hiérarchie. La situation se dénoue avec le départ de Bats pour Auxerre en 1979. Plus tard, Rust et Bats confieront tous deux que cette alternance aura été le moment le plus pénible de leur carrière professionnelle.
Avec la « génération dorée » du FC Sochaux de 1979 à 1983, Rust connaîtra ses plus belles heures en club. Autour des Bernard Genghini, Yannick Stopyra, Philippe Anziani et autres Abdel Djaadaoui, l'équipe pratique un beau football axé sur l'offensive et réalise un parcours mémorable en Coupe UEFA 1980-1981, atteignant les demi-finales après notamment une victoire épique au troisième tour retour (2-0, aller 2-4) contre l'Eintracht Francfort, sous la neige, grâce à un Patrick Revelli déchaîné. La même année ces joueurs jouent également la finale de la Coupe des Alpes, perdue face au FC Bâle.
Ses bons résultats en club ne suffisent cependant pas à Rust pour atteindre l'équipe de France, dont il manque la formidable épopée de 1982. Profitant du changement de règlement du tournoi olympique de football qui s'ouvre alors aux professionnels de tout âge comptant moins de cinq sélections A, Rust s'installe dans la cage tricolore pour la qualification aux Jeux de 1984 à Los Angeles, aux côtés des François Brisson, Daniel Xuereb, et autres Dominique Bijotat. La belle aventure se terminera l'or au cou sur la plus haute marche du podium, au Rose Bowl de Pasadena, après une indiscutable victoire en finale contre le Brésil (2-0).
La qualification olympique ayant mis Rust en évidence, il se voit appelé dans la liste des 20 pour l'Euro 1984, peu avant les Jeux. Il y est le remplaçant de Joël Bats, et vit du banc la conquête par les Bleus de leur premier grand titre. Rust s'impose ensuite comme le numéro deux national derrière son ancien rival en club et se voit tout naturellement retenu pour la Coupe du monde 1986 au Mexique. Il y connaîtra sa seule sélection A en disputant la « petite finale » contre la Belgique, remportée 4-2 après prolongation.
En 1987, il quitte son club de toujours pour tenter un nouveau challenge en signant pour le promu Montpellier. Il gagne avec ce club la Coupe de France en 1990.
Il raccroche finalement les crampons à trente-huit ans après une « pige » d'un an à Monaco. Il a joué plus de 500 matchs de première division.

### Entraîneur
Rust enchaîne immédiatement sur une carrière d'entraîneur qui le voit passer par la Ligue 2, l'international en tant qu'adjoint d'Henri Michel (en Arabie saoudite, et Tunisie), puis le National et de nouveau la Ligue 2 avec le Stade brestois durant trois saisons: il conduit le club du National à la D2.
En mai 2006, il prend en main l'équipe de Créteil, en Ligue 2, mais s'en voit écarté le 18 septembre suivant après un médiocre début de saison 2006-07 et remplacé par Artur Jorge.
Annoncé comme le nouvel entraîneur de l'US Le Pontet en juin 2010, il renonce finalement et rejoint l'AS Saint-Étienne comme responsable des gardiens pour la saison 2010-2011. Pour des raisons extra-sportives, Albert Rust est démis de ses fonctions en tant qu'entraîneur des gardiens en septembre 2012, alors que son contrat avait été prolongé pour deux ans en novembre 2011.
En novembre 2014 il rejoint la FFF dans le staff de Philippe Bergeroo comme entraineur des gardiennes de l'équipe de France.
Vers 2017-2018 il participe à l'entraînement de gardiens pour le Racing Club Saint Georges d'Orques.

## Palmarès

### En club
- Vainqueur de la Coupe de France en 1990 avec Montpellier HSC
- Vice-champion de France en 1980 avec le FC Sochaux
- Finaliste de la Coupe des Alpes en 1981 avec le FC Sochaux
- Demi-finaliste de la Coupe de l'UEFA en 1981 avec le FC Sochaux

### En équipe de France
- Une sélection en 1986
- Champion d'Europe des Nations en 1984
- Champion Olympique en 1984 avec les Olympiques
- Participation à la Coupe du Monde en 1986 (3e)

### Record
- Record de matchs disputés en Division 1 pour le FC Sochaux avec 390 matchs

### Distinctions
- Trophées UNFP 2024 : trophée d'honneur pour l'ensemble du groupe, à l'occasion du 40e anniversaire de la victoire de l'équipe de France olympique aux Jeux olympiques d'été de 1984[5],[6].

## Statistiques
Le tableau ci-dessous résume les statistiques en match officiel d'Albert Rust durant sa carrière de joueur professionnel,.
| Saison                | Club                  | Championnat           | Championnat | Championnat | Coupe(s) nationale(s) | Coupe(s) nationale(s) | Compétition(s) continentale(s) | Compétition(s) continentale(s) | Compétition(s) continentale(s) | Barrages d'accession | Barrages d'accession | Sélection        | Sélection | Sélection | Total | Total |
| Saison                | Club                  | Division              | M.          | B.          | M.                    | B.                    | Comp.                          | M.                             | B.                             | M.                   | B.                   | Équipe           | M.        | B.        | M.    | B.    |
| 1972-1973             | FC Sochaux            | Division 1            | 1           | 0           | -                     | -                     | -                              | -                              | -                              | -                    | -                    | -                | -         | -         | 1     | 0     |
| 1973-1974             | FC Sochaux            | Division 1            | 9           | 0           | 4                     | 0                     | -                              | -                              | -                              | -                    | -                    | -                | -         | -         | 13    | 0     |
| 1974-1975             | FC Sochaux            | Division 1            | 14          | 0           | 3                     | 0                     | -                              | -                              | -                              | -                    | -                    | -                | -         | -         | 17    | 0     |
| 1975-1976             | FC Sochaux            | Division 1            | 38          | 0           | 5                     | 0                     | -                              | -                              | -                              | -                    | -                    | -                | -         | -         | 43    | 0     |
| 1976-1977             | FC Sochaux            | Division 1            | 22          | 0           | 7                     | 0                     | -                              | -                              | -                              | -                    | -                    | -                | -         | -         | 29    | 0     |
| 1977-1978             | FC Sochaux            | Division 1            | 22          | 0           | 5                     | 0                     | -                              | -                              | -                              | -                    | -                    | -                | -         | -         | 27    | 0     |
| 1978-1979             | FC Sochaux            | Division 1            | 17          | 0           | 1                     | 0                     | -                              | -                              | -                              | -                    | -                    | -                | -         | -         | 18    | 0     |
| 1979-1980             | FC Sochaux            | Division 1            | 25          | 0           | 7                     | 0                     | -                              | -                              | -                              | -                    | -                    | -                | -         | -         | 32    | 0     |
| 1980-1981             | FC Sochaux            | Division 1            | 38          | 0           | 3                     | 0                     | C3                             | 10                             | 0                              | -                    | -                    | -                | -         | -         | 51    | 0     |
| 1981-1982             | FC Sochaux            | Division 1            | 38          | 0           | 1                     | 0                     | -                              | -                              | -                              | -                    | -                    | -                | -         | -         | 39    | 0     |
| 1982-1983             | FC Sochaux            | Division 1            | 34          | 0           | 1                     | 0                     | C3                             | 2                              | 0                              | -                    | -                    | France olympique | 2         | 0         | 39    | 0     |
| 1983-1984             | FC Sochaux            | Division 1            | 37          | 0           | 7                     | 0                     | -                              | -                              | -                              | -                    | -                    | France olympique | 8         | 0         | 52    | 0     |
| 1984-1985             | FC Sochaux            | Division 1            | 38          | 0           | 7                     | 0                     | -                              | -                              | -                              | -                    | -                    | -                | -         | -         | 45    | 0     |
| 1985-1986             | FC Sochaux            | Division 1            | 26          | 0           | -                     | -                     | -                              | -                              | -                              | -                    | -                    | France           | 1         | 0         | 27    | 0     |
| 1986-1987             | FC Sochaux            | Division 1            | 31          | 0           | 1                     | 0                     | -                              | -                              | -                              | 2                    | 0                    | -                | -         | -         | 34    | 0     |
| Sous-total            | Sous-total            | Sous-total            | 390         | 0           | 50                    | 0                     | -                              | 12                             | 0                              | 2                    | 0                    | -                | 11        | 0         | 465   | 0     |
| 1987-1988             | Montpellier PSC       | Division 1            | 38          | 0           | 5                     | 0                     | -                              | -                              | -                              | -                    | -                    | -                | -         | -         | 43    | 0     |
| 1988-1989             | Montpellier PSC       | Division 1            | 38          | 0           | 3                     | 0                     | C3                             | 2                              | 0                              | -                    | -                    | -                | -         | -         | 43    | 0     |
| 1989-1990             | Montpellier HSC       | Division 1            | 37          | 0           | 6                     | 0                     | -                              | -                              | -                              | -                    | -                    | -                | -         | -         | 43    | 0     |
| Sous-total            | Sous-total            | Sous-total            | 113         | 0           | 14                    | 0                     | -                              | 2                              | 0                              | -                    | -                    | -                | -         | -         | 129   | 0     |
| Total sur la carrière | Total sur la carrière | Total sur la carrière | 503         | 0           | 64                    | 0                     | -                              | 14                             | 0                              | 2                    | 0                    | -                | 11        | 0         | 594   | 0     |

- 503 matchs en Division 1
- 14 matchs en Coupe de l'UEFA